# Anthomuricea tenuispina
Anthomuricea tenuispina is een zachte koraalsoort uit de familie Plexauridae. De koraalsoort komt uit het geslacht Anthomuricea. Anthomuricea tenuispina werd in 1908 voor het eerst wetenschappelijk beschreven door Nutting. 